# Harbor Freeway
Harbor Freeway – stacja zielonej linii metra i srebrnej linii Los Angeles Metro Busway. Administrowana jest przez Los Angeles County Metropolitan Transportation Authority.
Stacja mieści się w Judge Harry Pregerson Interchange na trasie I-105 i I-110 blisko Figueroa Street w Los Angeles w stanie Kalifornia. Stacja ma trzy poziomy z dwoma bocznymi peronami w pierwszych dwóch poziomach i środkowym peronem na ostatnim poziomie.

## Godziny kursowania
Tramwaje zielonej linii kursują codziennie w godzinach od 5.00 do 0.45. Autobusy srebrnej linii Metro Liner kursują od poniedziałku do piątku od godziny 04.15 do 01.45 oraz od godziny 05.00 do 01.45 w soboty, niedziele i święta.

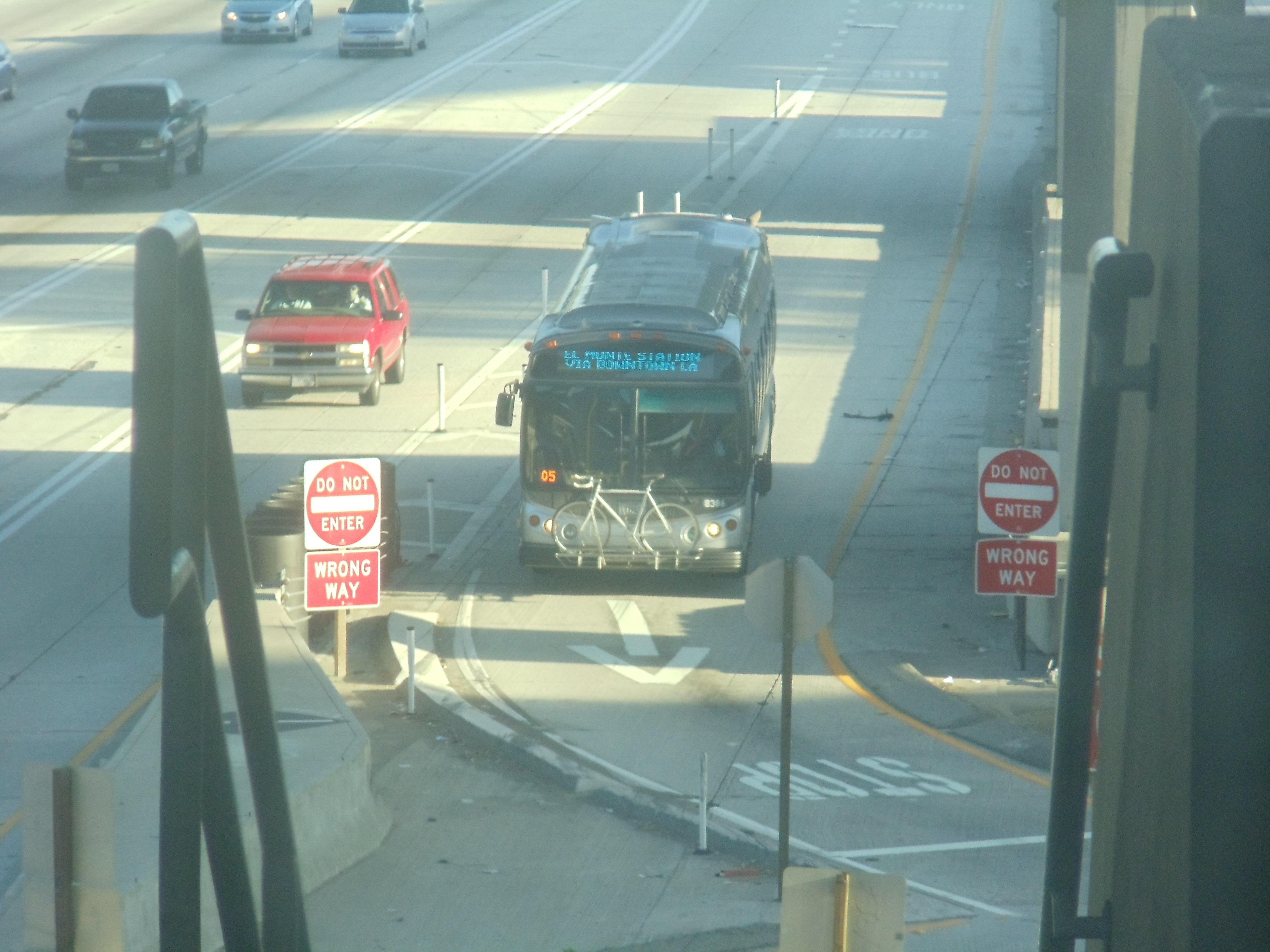
Autobus linii srebrnej przyjeżdża na przystanek Harbor Freeway mieszczący się na niższym poziomie

## Połączenia autobusowe na poziomie drugim
- Metro Express: 450X, 550
- LADOT Commuter Express: 448
- Orange County Transportation Authority: 721
- Gardena Transit: 1 (w kierunku północnym)

## Połączenia autobusowe na poziomie ulicy
- Metro Local: 45, 81, 120
- Metro Rapid: 745
- Gardena Transit: 1 (w kierunku południowym)
- Torrance Transit: 1, 2